# Rene Simpson
Pour les articles homonymes, voir Simpson.
Rene Simpson (née le 14 janvier 1966 à Sarnia, Ontario et morte le 17 octobre 2013 à Chicago, d'un cancer du cerveau) est une joueuse de tennis canadienne, professionnelle de la fin des années 1980 à 1998.
En 1989, elle a joué le 3e tour à Roland-Garros (battue par Jana Novotná), sa meilleure performance en simple dans une épreuve du Grand Chelem.
Pendant sa carrière, elle a gagné trois tournois WTA en double dames.
Rene Simpson a fait partie de l'équipe canadienne de Fed Cup sans discontinuer de 1988 à 1998.

## Palmarès

### Titre en simple dames
Aucun

### Finale en simple dames
| No | Date       | Nom et lieu du tournoi | Catégorie | Dotation | Surface    | Vainqueure   | Score    |          |
| -- | ---------- | ---------------------- | --------- | -------- | ---------- | ------------ | -------- | -------- |
| 1  | 07-11-1988 | Rainha Cup, Guarujá    | Tier V    | 50 000 $ | Dur (ext.) | Mercedes Paz | 7-5, 6-2 | Parcours |

### Titres en double dames
| No | Date       | Nom et lieu du tournoi      | Catégorie | Dotation  | Surface      | Partenaire           | Finalistes                      | Score         |          |
| -- | ---------- | --------------------------- | --------- | --------- | ------------ | -------------------- | ------------------------------- | ------------- | -------- |
| 1  | 14-11-1994 | P&G Tennis Open Taïwan      | Tier IV   | 100 000 $ | Dur (ext.)   | Michelle Jaggard-Lai | Nancy Feber Alexandra Fusai     | 6-0, 7-6      | Parcours |
| 2  | 27-02-1995 | Puerto Rico Open San Juan   | Tier III  | 161 250 $ | Dur (ext.)   | Karin Kschwendt      | Laura Golarsa Linda Harvey-Wild | 6-2, 0-6, 6-4 | Parcours |
| 3  | 24-04-1995 | Croatian Ladies Open Zagreb | Tier III  | 161 250 $ | Terre (ext.) | Mercedes Paz         | Laura Golarsa Irina Spîrlea     | 7-5, 6-2      | Parcours |

### Finale en double dames
| No | Date       | Nom et lieu du tournoi                  | Catégorie | Dotation  | Surface      | Vainqueures                   | Partenaire     | Score    |          |
| -- | ---------- | --------------------------------------- | --------- | --------- | ------------ | ----------------------------- | -------------- | -------- | -------- |
| 1  | 10-04-1995 | Gallery Furniture Championships Houston | Tier II   | 430 000 $ | Terre (ext.) | Nicole Arendt Manon Bollegraf | Wiltrud Probst | 6-4, 6-2 | Parcours |

## Parcours en Grand Chelem

### En simple dames
| Année | Open d'Australie | Open d'Australie | Internationaux de France | Internationaux de France | Wimbledon       | Wimbledon         | US Open         | US Open            |
| ----- | ---------------- | ---------------- | ------------------------ | ------------------------ | --------------- | ----------------- | --------------- | ------------------ |
| 1989  | 2e tour (1/32)   | Steffi Graf      | 3e tour (1/16)           | Jana Novotná             | 1er tour (1/64) | Jana Novotná      | 1er tour (1/64) | Beverly Bowes      |
| 1990  | -                | -                | 2e tour (1/32)           | Andrea Temesvári         | -               | -                 | -               | -                  |
| 1991  | -                | -                | -                        | -                        | -               | -                 | 1er tour (1/64) | Catarina Lindqvist |
| 1992  | 2e tour (1/32)   | Jana Novotná     | 1er tour (1/64)          | Steffi Graf              | 1er tour (1/64) | Kimberly Po       | 2e tour (1/32)  | Nanne Dahlman      |
| 1993  | 1er tour (1/64)  | Sandra Wasserman | 1er tour (1/64)          | Julie Halard             | -               | -                 | 2e tour (1/32)  | Gabriela Sabatini  |
| 1994  | 2e tour (1/32)   | Elena Makarova   | -                        | -                        | 1er tour (1/64) | Conchita Martínez | -               | -                  |
| 1997  | -                | -                | 1er tour (1/64)          | Nathalie Tauziat         | 1er tour (1/64) | Sabine Appelmans  | 1er tour (1/64) | Sarah Pitkowski    |
| 1998  | 1er tour (1/64)  | Dominique Monami | -                        | -                        | -               | -                 | -               | -                  |

À droite du résultat, l’ultime adversaire.

### En double dames
| Année | Open d'Australie              | Open d'Australie            | Internationaux de France      | Internationaux de France   | Wimbledon                     | Wimbledon                 | US Open                      | US Open                     |
| ----- | ----------------------------- | --------------------------- | ----------------------------- | -------------------------- | ----------------------------- | ------------------------- | ---------------------------- | --------------------------- |
| 1990  | -                             | -                           | 1er tour (1/32) A. Grousbeck  | R. Szikszay Caroline Vis   | -                             | -                         | -                            | -                           |
| 1991  | -                             | -                           | 1er tour (1/32) H. Ter Riet   | MJ Fernández Zina Garrison | -                             | -                         | 1er tour (1/32) G. Helgeson  | T. Whitlinger T. Whitlinger |
| 1992  | 1er tour (1/32) Patricia Hy   | K. Godridge Nicole Pratt    | 1er tour (1/32) Bettina Fulco | Monique Kiene M. Oremans   | -                             | -                         | 2e tour (1/16) J. Emmons     | Leila Meskhi Elna Reinach   |
| 1993  | 1er tour (1/32) T. Whitlinger | L. Davenport Chanda Rubin   | -                             | -                          | -                             | -                         | 3e tour (1/8) M. Jaggard     | Yayuk Basuki Nana Miyagi    |
| 1994  | 1er tour (1/32) M. Jaggard    | Nicole Arendt K. Radford    | -                             | -                          | 1er tour (1/32) Patricia Hy   | Nicole Arendt K. Radford  | 2e tour (1/16) M. Jaggard    | K. Boogert N. Jagerman      |
| 1995  | 1er tour (1/32) Bettina Fulco | Nicole Arendt C. Singer     | 1er tour (1/32) W. Probst     | Radka Bobková M. Koutstaal | 1er tour (1/32) K. Kschwendt  | K. Maleeva N. Medvedeva   | 2e tour (1/16) K. Kschwendt  | Lori McNeil Helena Suková   |
| 1996  | 1er tour (1/32) Mercedes Paz  | Nicole Arendt M. Bollegraf  | 1er tour (1/32) K. Kschwendt  | R. McQuillan L. Pleming    | 1er tour (1/32) S. Jeyaseelan | A. Coetzer Gorrochategui  | 1/4 de finale S. Jeyaseelan  | G. Fernández N. Zvereva     |
| 1997  | 1er tour (1/32) S. Jeyaseelan | Park Sung-hee Wang Shi-ting | 3e tour (1/8) Mercedes Paz    | Yayuk Basuki Caroline Vis  | 1er tour (1/32) S. Jeyaseelan | Yayuk Basuki Caroline Vis | 2e tour (1/16) S. Jeyaseelan | A. Fusai N. Tauziat         |
| 1998  | 1er tour (1/32) S. Jeyaseelan | P. Schnyder B. Schultz      | 1er tour (1/32) S. Jeyaseelan | C. Cristea L. Montalvo     | 2e tour (1/16) S. Jeyaseelan  | N. Kijimuta Nana Miyagi   | 2e tour (1/16) S. Jeyaseelan | Lisa Raymond Rennae Stubbs  |

Sous le résultat, la partenaire ; à droite, l’ultime équipe adverse.

### En double mixte
| Année | Open d'Australie              | Open d'Australie          | Internationaux de France   | Internationaux de France | Wimbledon                  | Wimbledon                  | US Open                   | US Open                    |
| ----- | ----------------------------- | ------------------------- | -------------------------- | ------------------------ | -------------------------- | -------------------------- | ------------------------- | -------------------------- |
| 1992  | 1er tour (1/16) Grant Connell | A. Sánchez T. Woodbridge  | -                          | -                        | -                          | -                          | -                         | -                          |
| 1995  | -                             | -                         | 1er tour (1/32) Neil Broad | I. Demongeot L. Barthez  | 1er tour (1/32) Neil Broad | L. Davenport Grant Connell | 2e tour (1/8) Libor Pimek | Chanda Rubin Brian MacPhie |
| 1996  | 2e tour (1/8) Daniel Nestor   | M. McGrath Matt Lucena    | 1er tour (1/32) Neil Broad | Yayuk Basuki Ken Flach   | -                          | -                          | -                         | -                          |
| 1997  | 1er tour (1/16) Daniel Nestor | Lisa Raymond P. Galbraith | 1er tour (1/32) Jim Grabb  | R. Dragomir Leander Paes | -                          | -                          | -                         | -                          |

Sous le résultat, le partenaire ; à droite, l’ultime équipe adverse.

## Parcours aux Jeux olympiques

### En simple dames
| # | Date       | Nom de l'olympiade      | Surface      | Résultat        | Ultime adversaire | Score    |          |
| - | ---------- | ----------------------- | ------------ | --------------- | ----------------- | -------- | -------- |
| 1 | 28/07/1992 | Olympic Games Barcelone | Terre (ext.) | 1er tour (1/32) | Kimiko Date       | 7-5, 6-1 | Parcours |

### En double dames
| # | Date       | Nom de l'olympiade      | Surface      | Résultat      | Partenaire  | Ultimes adversaires                 | Score         |          |
| - | ---------- | ----------------------- | ------------ | ------------- | ----------- | ----------------------------------- | ------------- | -------- |
| 1 | 28/07/1992 | Olympic Games Barcelone | Terre (ext.) | 2e tour (1/8) | Patricia Hy | Isabelle Demongeot Nathalie Tauziat | 3-6, 6-3, 6-2 | Parcours |

## Parcours en Coupe de la Fédération
| #                                                                              | Date       | Lieu       | Surface         | Gagnante(s)                           | Perdante(s)                            | Score         |          |
|                                                                                |            |            |                 |                                       |                                        |               |          |
| 1988 - 1er tour (groupe mondial) - Canada - Corée du Sud - 2 : 1               |            |            |                 |                                       |                                        |               |          |
| 1                                                                              | 05/12/1988 | Melbourne  |                 | Kim Il-soon Lee Jeong-myung           | Helen Kelesi Rene Simpson              | 6-4, 7-65     | Parcours |
|                                                                                |            |            |                 |                                       |                                        |               |          |
| 1988 - 1/2 finale (groupe mondial) - Tchécoslovaquie - Canada - 3 : 0          |            |            |                 |                                       |                                        |               |          |
| 2                                                                              | 05/12/1988 | Melbourne  |                 | Jana Novotná Jana Pospíšilová         | Helen Kelesi Rene Simpson              | 7-63, 6-2     | Parcours |
|                                                                                |            |            |                 |                                       |                                        |               |          |
| 1989 - 2e tour (groupe mondial) - URSS - Canada - 2 : 1                        |            |            |                 |                                       |                                        |               |          |
| 3                                                                              | 03/10/1989 | Tokyo      | Dur (ext.)      | Larisa Savchenko                      | Rene Simpson                           | 6-1, 6-0      | Parcours |
|                                                                                |            |            |                 |                                       |                                        |               |          |
| 1990 - 1er tour (groupe mondial) - Canada - Espagne - 1 : 2                    |            |            |                 |                                       |                                        |               |          |
| 4                                                                              | 23/07/1990 | Atlanta    | Dur (ext.)      | Jill Hetherington Rene Simpson        | Conchita Martínez Pilar Perez          | 5-7, 6-2, 6-2 | Parcours |
|                                                                                |            |            |                 |                                       |                                        |               |          |
| 1991 - 1er tour (groupe mondial) - Canada - Danemark - 2 : 1                   |            |            |                 |                                       |                                        |               |          |
| 5                                                                              | 22/07/1991 | Nottingham |                 | Karin Ptaszek                         | Rene Simpson                           | 6-2, 2-6, 6-4 | Parcours |
|                                                                                |            |            |                 |                                       |                                        |               |          |
| 1991 - 2e tour (groupe mondial) - Allemagne - Canada - 2 : 1                   |            |            |                 |                                       |                                        |               |          |
| 6                                                                              | 24/07/1991 | Nottingham |                 | Anke Huber                            | Rene Simpson                           | 6-4, 6-3      | Parcours |
|                                                                                |            |            |                 |                                       |                                        |               |          |
| 1992 - 1er tour (groupe mondial) - Canada - Afrique du Sud - 2 : 1             |            |            |                 |                                       |                                        |               |          |
| 7                                                                              | 14/07/1992 | Francfort  | Terre (ext.)    | Rene Simpson                          | Mariaan de Swardt                      | 2-6, 6-2, 6-2 | Parcours |
|                                                                                |            |            |                 |                                       |                                        |               |          |
| 1993 - Barrage (groupe mondial I) - Uruguay - Canada - 0 : 3                   |            |            |                 |                                       |                                        |               |          |
| 8                                                                              | 20/07/1993 | Francfort  | Terre (ext.)    | Jill Hetherington Rene Simpson        | Claudia Brause Patricia Miller         | 6-3, 6-2      | Parcours |
|                                                                                |            |            |                 |                                       |                                        |               |          |
| 1994 - 1er tour (groupe mondial) - Canada - Suisse - 3 : 0                     |            |            |                 |                                       |                                        |               |          |
| 9                                                                              | 19/07/1994 | Francfort  | Terre (ext.)    | Rene Simpson                          | Geraldine Dondit                       | 6-0, 6-2      | Parcours |
| 9                                                                              | 19/07/1994 | Francfort  | Terre (ext.)    | Jill Hetherington Rene Simpson        | Manuela Schwerzmann Miroslava Vavrinec | 6-2, 7-5      | Parcours |
|                                                                                |            |            |                 |                                       |                                        |               |          |
| 1994 - 2e tour (groupe mondial) - Canada - États-Unis - 0 : 3                  |            |            |                 |                                       |                                        |               |          |
| 10                                                                             | 21/07/1994 | Francfort  | Terre (ext.)    | Gigi Fernández Zina Garrison          | Jill Hetherington Rene Simpson         | 6-1, 7-63     | Parcours |
|                                                                                |            |            |                 |                                       |                                        |               |          |
| 1995 - 1/4 de finale (groupe mondial II) - Italie - Canada - 2 : 3             |            |            |                 |                                       |                                        |               |          |
| 11                                                                             | 22/04/1995 | Ancône     | Terre (ext.)    | Rene Simpson                          | Sandra Cecchini                        | 6-4, 6-3      | Parcours |
| 11                                                                             | 22/04/1995 | Ancône     | Terre (ext.)    | Silvia Farina                         | Rene Simpson                           | 7-5, 6-0      | Parcours |
| 11                                                                             | 22/04/1995 | Ancône     | Terre (ext.)    | Laura Golarsa A. Serra Zanetti        | Jill Hetherington Rene Simpson         | 7-65, 6-2     | Parcours |
|                                                                                |            |            |                 |                                       |                                        |               |          |
| 1995 - Barrage (groupe mondial I) - Japon - Canada - 5 : 0                     |            |            |                 |                                       |                                        |               |          |
| 12                                                                             | 22/07/1995 | Gifu       | Moquette (int.) | Kyoko Nagatsuka Ai Sugiyama           | Jill Hetherington Rene Simpson         | 5-7, 6-3, 6-4 | Parcours |
|                                                                                |            |            |                 |                                       |                                        |               |          |
| 1996 - 1/4 de finale (groupe mondial II) - Canada - République tchèque - 0 : 3 |            |            |                 |                                       |                                        |               |          |
| 13                                                                             | 27/04/1996 | Vancouver  | Dur (ext.)      | Jana Novotná Helena Suková            | Jill Hetherington Rene Simpson         | Non disputé   | Parcours |
|                                                                                |            |            |                 |                                       |                                        |               |          |
| 1996 - Barrage (groupe mondial II) - Canada - Australie - 2 : 3                |            |            |                 |                                       |                                        |               |          |
| 14                                                                             | 13/07/1996 | Aurora     | Terre (ext.)    | Rene Simpson                          | Nicole Bradtke                         | 3-6, 6-3, 6-3 | Parcours |
| 14                                                                             | 13/07/1996 | Aurora     | Terre (ext.)    | Rachel McQuillan                      | Rene Simpson                           | 6-3, 6-4      | Parcours |
| 14                                                                             | 13/07/1996 | Aurora     | Terre (ext.)    | Nicole Bradtke Rachel McQuillan       | Jill Hetherington Rene Simpson         | 4-6, 6-3, 6-0 | Parcours |
|                                                                                |            |            |                 |                                       |                                        |               |          |
| 1997 - Barrage (groupe mondial II) - Slovaquie - Canada - 5 : 0                |            |            |                 |                                       |                                        |               |          |
| 15                                                                             | 12/07/1997 | Bratislava | Terre (ext.)    | Karina Habšudová                      | Rene Simpson                           | 6-3, 6-4      | Parcours |
| 15                                                                             | 12/07/1997 | Bratislava | Terre (ext.)    | Henrieta Nagyová                      | Rene Simpson                           | 6-0, 7-66     | Parcours |
| 15                                                                             | 12/07/1997 | Bratislava | Terre (ext.)    | Karina Habšudová Katarína Studeníková | Sonya Jeyaseelan Rene Simpson          | 4-6, 2-0, ab. | Parcours |

## Classements WTA en fin de saison

### En simple
| Année | 1988 | 1989 | 1990 | 1991 | 1992 | 1993 | 1994 | 1995 | 1996 | 1997 | 1998 |
| Rang  | 134  | 109  | 185  | 135  | 105  | 122  | 153  | 188  | 148  | 108  | 541  |

Source : (en) « Classements de Rene Simpson », sur le site officiel du WTA Tour

### En double
| Année | 1989 | 1990 | 1991 | 1992 | 1993 | 1994 | 1995 | 1996 | 1997 | 1998 |
| Rang  | 237  | 115  | 113  | 140  | 90   | 84   | 43   | 54   | 78   | 164  |

Source : (en) « Classements de Rene Simpson », sur le site officiel du WTA Tour